# Нефтебаза (Панкрушихинский район)
Нефтеба́за — посёлок в Панкрушихинском районе Алтайского края России. Входит в состав Железнодорожного сельсовета.

## География
Расположен в северо-западной части края, в 2,5 км к западу от центра сельского поселения поселка Берёзовский.
Климат
континентальный, средняя температура января составляет −18,7 °C, июля — 22 °C. Годовое количество атмосферных осадков — 465 мм.

## Население
| 1997 | 1998 | 1999 | 2000 | 2001 | 2002 | 2003 |
| ---- | ---- | ---- | ---- | ---- | ---- | ---- |
| 54   | ↘44  | ↗48  | ↗57  | ↘53  | ↘44  | ↘41  |
| 2004 | 2005 | 2006 | 2007 | 2008 | 2010 |      |
| ↘34  | ↘29  | ↘21  | ↗22  | →22  | ↘0   |      |

Национальный состав
Согласно результатам переписи 2002 года, в национальной структуре населения русские составляли 41 %, цыгане — 49 %.

## Транспорт
Посёлок доступен автомобильным и железнодорожным транспортом. Находится на путях железнодорожной линии Карасук — Среднесибирская Западно-Сибирской железной дороги.
Проходит автодорога межмуниципального значения «станция Панкрушиха — Зятьково — Борисовский» (идентификационный номер 01 ОП МЗ 01Н-3204).